# Gare d'Ōmiya (Kyoto)
Ne doit pas être confondu avec la gare d'Ōmiya  située à Saitama
La gare d'Ōmiya  (大宮駅, Ōmiya-eki) est une gare ferroviaire de la ville de Kyoto au Japon. Elle est gérée par la compagnie Hankyu.

## Situation ferroviaire
La gare d'Ōmiya est située au point kilométrique (PK) 43,3 de la ligne Hankyu Kyoto.

## Histoire
La gare est ouverte le 31 mars 1931 par la compagnie Keihan sous le nom de gare de Keihan-Kyoto. À la suite de la fusion avec Hankyu en 1943, la gare est renommée Hankyu-Kyoto. En 1963, la ligne est prolongée à Kawaramachi (aujourd'hui Kyoto-Kawaramachi) et la gare est renommée gare d'Ōmiya.

## Service des voyageurs

### Accueil
La gare, située en souterrain, est ouverte tous les jours.

### Desserte
- Ligne Kyoto :
  - voie 1 : direction Kyoto-Kawaramachi
  - voie 2 : direction Osaka-Umeda

### Intermodalité
L'arrêt Shijō-Ōmiya, terminus de la ligne Arashiyama du tramway de Kyoto, est situé à proximité.